# Leistungsgrad
Der Leistungsgrad ist ein beurteilter, prozentualer Zu- oder Abschlag zu einer in Zeit gemessenen menschlichen Arbeitsleistung und dient dazu, „individuelle Leistungsausprägungen bei der Übertragung auf ‚Kollektive‘ zu normalisieren“. Der Leistungsgrad kann nicht gemessen, sondern muss durch einen ausgebildeten Arbeitsorganisator (früher: Arbeitsstudienmann) bei einer REFA-Zeitaufnahme beurteilt werden.

## Definition im Arbeitsstudium
Wenn zwei Menschen die gleiche Aufgabe ausführen, dann gibt es im Ergebnis, also dem was produziert oder geleistet wurde, oft einen Unterschied. Dieser Unterschied erklärt sich durch auf unterschiedliche Fähigkeiten, Fertigkeiten und Leistungsbereitschaften der Arbeitspersonen beruhenden Intensität und Wirksamkeit ihrer Arbeit. Wenn eine solche Arbeitsleistung gemessen werden soll, dann muss zusätzlich zur Leistungs- und Zeitmessung ein Faktor beurteilt werden, der diese Unterschiede ausgleicht. Dieser Faktor heißt Leistungsfaktor oder in Prozent ausgedrückt der Leistungsgrad.
Durch Anwendung eines solchen Leistungsgrades auf gemessene Arbeitsleistungen erzeugt man eine Bezugsleistung (100 %-Leistung), die als Vorgabezeit für andere Arbeitende, als Grundlage für die Entgeltfindung und als Sollzeit für ähnliche Aufgaben verwendet werden kann. Der REFA-Verband definiert die Bezugsleistung als

„Die einer Soll-Zeit zugrundeliegende Leistung wird mit Bezugsleistung bezeichnet. Im allgemeinen erhält die Bezugsleistung den Leistungsgrad 100 %“

Damit ist
{\displaystyle {\text{Leistungsgrad}}\cong {\frac {\text{beobachtete Istleistung}}{\text{vorgestellte Bezugsleistung}}}\cdot 100\,}
Man kann den Leistungsgrad auch als Leistungsfaktor angeben. In diesem Falle gilt
{\displaystyle {\text{Leistungsfaktor}}\cong {\frac {\text{beobachtete Istleistung}}{\text{vorgestellte Bezugsleistung}}}}
Diese Gleichungen können nur gelten, wenn die sieben Systemfaktoren des Arbeitssystems weitgehend übereinstimmen. Unter der hier angesprochenen Leistung versteht man die Mengenleistung, also Ausgabe/Zeit. Erweitert man die Formeln damit, so ergibt sich
{\displaystyle {\text{Leistungsgrad}}\cong {\frac {\text{beeinflussbare Istmengenleistung bei beobachtetem Bewegungsablauf}}{\text{Bezugsmengenleistung bei vorgestelltem Bewegungsablauf}}}\cdot 100\,\cong {\frac {\text{Istzeit}}{\text{Sollzeit}}}}
So definiert auch der REFA-Verband:

„Der Leistungsgrad drückt das Verhältnis von beeinflussbarer Ist- zur beeinflussbaren Bezugsmengenleistung in Prozent aus.“

Diese sehr theoretische Betrachtung führt zu dem praktischen Problem der Leistungsgradbeurteilung.

## Leistungsgradbeurteilung
Der Leistungsgrad ist nach der REFA-Methodenlehre ein zu beurteilendes Kriterium bei Zeitstudien. Der Leistungsgrad drückt das Verhältnis von einer gedachten, als der Dauerleistungsgrenze angesehenen, Arbeitsleistung zu der gerade beobachteten aus.
Die Leistungsgradbeurteilung (engl. pace rating) stellt den methodisch umstrittensten Teil der REFA-Zeitaufnahme dar. Da die menschliche Leistung bei einer Zeitaufnahme durch die Umstände der Beobachtung bedingt oder willentlich systematisch verfälscht sein kann, wird ein Korrektiv gebraucht. Das Ergebnis einer Zeitaufnahme soll ja in der Regel als Sollzeit für Kalkulationen und Planungen oder gar als Vorgabezeit in einem Leistungsentgelt benutzt werden. Somit darf sie einerseits den Menschen nicht überfordern, andererseits den Betrieb nicht übervorteilen. Zudem soll das Ergebnis zu reproduzierbaren Werten führen, das heißt zwei Zeitnehmer müssen unabhängig voneinander zu einem vergleichbaren Ergebnis kommen. REFA beschreibt es wie folgt:

„Das Leistungsgradbeurteilen besteht darin, dass der Arbeitsstudienmann das Erscheinungsbild des Bewegungsablaufs beobachtet und mit dem Bild des vorgestellten Bewegungsablaufs vergleicht, um aus diesem Verhältnis einen Schluss auf die mutmaßlich erreichte Mengenleistung im Verhältnis zur Bezugs-Mengenleistung zu ziehen.“

### Vorgehen bei der Leistungsgradbeurteilung
Man geht für die Beurteilung davon aus, dass der Zeitnehmer genaue Sachkenntnis über den Arbeitsablauf hat und aufgrund seiner Ausbildung eine ausreichend gute Vorstellung davon entwickelt, wie der Bewegungsablauf aussehen müsste, wenn der Arbeitende die Arbeit acht Stunden lang ohne Nachlassen im Arbeitstempo und ohne zusätzliche Ermüdung durch die Arbeit durchführen wollte. Er beurteilt dies anhand der Geschwindigkeit (Intensität) und dem Können der Arbeitsperson (Wirksamkeit), um die Abweichung zur vorgestellten Bezugsleistung festzulegen. Eine solche Beurteilung lässt sich nicht nachmessen. Durch gründliche Ausbildung und Übung kann ein Zeitnehmer aber erreichen, dass seine Ergebnisse sich nur unwesentlich von denen einer Gruppe anderer Zeitnehmer unterscheidet.
Die von REFA genannten Kriterien zur Geschwindigkeit (Intensität) sind stark vom Arbeitsvorgang abhängig und lassen sich teilweise überhaupt nicht von der Wirksamkeit trennen; die Wirkung eines Hammerschlags ist direkt von der Ausführungsgeschwindigkeit abhängig. Andererseits nennt REFA eine Vielzahl von Kriterien zur Wirksamkeit:

„Wirksamkeit ist ein Ausdruck für die Güte der Arbeitsweise der Arbeitsperson. Die Wirksamkeit ist daran zu erkennen, wie geläufig, zügig, beherrscht, harmonisch, sicher, unbewusst, ruhig, zielsicher, rhythmisch, locker gearbeitet wird.“

Der Zeitnehmer entwirft also eine Vorstellung, wie eine solche Leistung aussieht, setzt dieses „Bild“ gleich 100 % (Bezugsleistung), vergleicht was der Arbeitende gerade tut damit und beurteilt ob und wie viel das schneller oder langsamer ist, als seine 100 %-Vorstellung.

### Umgang mit stark abweichenden Leistungsgraden
Die Zielsetzung der Zeitaufnahme, nämlich eine Zeit für durchschnittlich geeignete und geübte Arbeitspersonen zu ermitteln, schließt die Beobachtung von extrem abweichenden Abläufen aus.
Der beurteilbare Bereich beginnt bei 80 % und geht in Fünfer-Schritten (also 85, 90, 95 …) bis 120 %. Besonders geübte Zeitnehmer können darüber hinaus Leistungsgrade bis circa 135 % ausreichend realistisch beurteilen. Hierzu ist aber ein sehr hohes Erfahrungswissen des Zeitnehmers notwendig, das sich durch eine besondere Übung in der Beurteilung verschiedener Tätigkeiten – idealerweise in verschiedenen Branchen – ergibt. Leistungen, die unter oder oberhalb dieser Grenzwerte liegen, sind nur außerordentlich schwer zu beurteilen.
Üblicherweise wird ein Zeitnehmer solche extremen Abläufe beobachten, aber in der Zeitstudie als nicht verwendbar markieren, sofern die Zeitaufnahme zyklisch, also an mehreren gleichen Teilen, ausgeführt wird und sich anschließend eine durchschnittliche Zeit je Einheit ergibt. Bei Arbeitsabläufen, die langwierig und nur einmalig ausgeführt werden, ist ein solches Verwerfen von Zeitwerten nicht immer möglich. Um in einem solchen Fall die Auswirkung eines einmalig niedrigen Leistungsgrades unterhalb von 80 % auf eine Gesamtzeit einzuschränken, sollte auch bei einer solchen Zeitaufnahme die Leistungsgradbeurteilung an möglichst vielen Messwerten durchgeführt werden, um somit den Anteil an Zeiten mit realistischen und qualitativ gut beurteilten Leistungsgraden zu erhöhen. Die Zeitabweichung durch eine ungenaue Leistungsgradbeurteilung unterhalb von 80 % ist dann im Verhältnis zur Gesamtausführungszeit des Ablaufes vernachlässigbar.
Liegt eine beobachtete Leistung dauerhaft außerhalb des zulässigen Beurteilungsbereiches, so sollte eine Zeitstudie abgebrochen und mit einer geeigneteren Arbeitsperson fortgesetzt, besser: wiederholt werden. Ursache von anhaltend niedrigem Leistungsgraden ist in der Regel mangelnde Übung und Unterweisung des Mitarbeiters oder in ganz seltenen Fällen Leistungsverweigerung. Mangelnde Übung ist zumeist auch durch häufige Unterbrechungen des Ablaufes zur Orientierung bemerkbar.

### Messbarkeit des Leistungsgrades
Da der Leistungsgrad aus einer komplexen Mischung aus Intensität und Wirksamkeit entsteht, die in ihrem Zusammenwirken schwerlich messbar und damit nicht objektivierbar ist, spricht man heute von Beurteilung. Der früher übliche Begriff Leistungsgradschätzung ist deswegen nicht richtig, weil eine geschätzte Größe prinzipiell nachmessbar ist. Die Subjektivität der Leistungsgradbeurteilung ist unvermeidbar und eingestanden. Es ist deswegen notwendig, Zeitnehmer so zu trainieren, dass sie zu möglichst übereinstimmenden Urteilen kommen. Dass dies möglich ist, zeigt sich regelmäßig in den einschlägigen Ausbildungen. Ein solches Training und die Erfahrung machen einen guten Zeitnehmer aus.

### Häufigkeit von Leistungsgradbeurteilungen
Leistungsgrade sollten möglichst häufig während einer Zeitstudie beurteilt werden, um somit Fehler durch Subjektivität und dem System der Beurteilung in 5 %-Schritten nach dem Fehlerausgleichsgesetz von Gauß (der Gesamtfehler ist geringer als die Einzelfehler) auszugleichen.

### Leistungsgrad und Zeitgrad
Häufig wird der Begriff Leistungsgrad fälschlicherweise mit dem Begriff Zeitgrad gleichgesetzt und die Leistungsgrade einer Zeitstudie mit dem Zeitgrad verglichen. Der Leistungsgrad wird jedoch nur für Haupt- und Nebentätigkeiten beurteilt. Der Zeitgrad dagegen bezieht sich auf eine Mengenleistung in einer Periode.
Der Leistungsgrad führt zu einer Beeinflussung der Haupt- und Nebenzeit einer Vorgabezeit. Zusätzlich gehen aber auch Wartezeiten – immer mit 100 % – in die Grundzeit ein. Somit wird durch die Leistungsgradbeurteilung nur ein Teil der Grundzeit beeinflusst. Auf die gemessene Grundzeit wird noch eine sachliche und eine persönliche Verteilzeit in Form von prozentualen Zuschlägen aufgeschlagen, die idealerweise in einer Verteilzeitstudie gewonnen werden, sehr oft allerdings das Ergebnis einer betrieblichen Übung sind oder sich aus Tarifvertrag ergeben. Die daraus entstehende Gesamtzeit, die Zeit je Einheit, ist anschließend die Basis zur Berechnung des Zeitgrades.

## Neuere Begriffsverwendung
In der Prozesskostenrechnung sickert – allem Anschein nach durch die Übersetzung des englischen Begriffs „Level of Performance“ ins Deutsche als „Leistungsgrad“ – eine Bedeutung in die Sprache, die das Verhältnis von erbrachter zur möglichen Leistung meint. Tatsächlich wäre eine Übersetzung mit Zeitgrad, obwohl der Begriff sich definitionsgemäß nur auf den Menschen bezieht, jedoch angemessener.
Die Kennzahlendefinition „Level of Performance“ ist bisher weder im Englischen und angesichts der fehlerhaften Übersetzungen erst recht nicht im Deutschen eindeutig und abgeschlossen.
Eine, angesichts der mit der Marktbedeutung verbundenen sprachlichen Definitionsmacht in diesem Zusammenhang beachtliche, Alternative ist der „Nutzungsgrad“ in dem Sinne, wie ihn die SAP AG benutzt: Als Ausdruck für die Verluste an einer Kapazität – die auch ein Mensch sein kann – aus technischen und organisatorischen Störungen. Im Arbeitsstudium entspricht diese Größe der Verteilzeit.

## Geschichte des Leistungsgrads
Bereits gegen Ende des 19. Jahrhunderts wurde im Scientific Management die Beobachtung erforscht, dass einzelne Arbeiter eine Tätigkeit schneller als andere ausführten. Taylor nahm dies zum Anlass, nach dem so genannten „one best way“ einer Arbeitsausführung systematisch mittels Zeitaufnahmen zu suchen, um diesen dann zusammen mit einer Vorgabezeit zu normieren und die jeweiligen Mitarbeiter entsprechend zu unterweisen.
Seit 1911 gibt es ein System zur Leistungsgradbeurteilung nach dem amerikanischen Ingenieur Charles Bedaux (1886–1944). Er trennte erstmals den Leistungsgrad in die Komponenten „Bewegungsgeschwindigkeit“ und „Wirksamkeit“ auf und verfeinerte die Normen für Erholungszeitzuschläge.
Das Problem wurde von Frank Bunker Gilbreth (1886–1924) und seiner Frau Lillian aufgegriffen, die mit Bewegungsstudien (Applied Motion Study, 1917) sowie Ermüdungsstudien (Fatigue Studies, 1918) weitere Teile zur Lösung beitrugen.